# Volvo Concept Estate

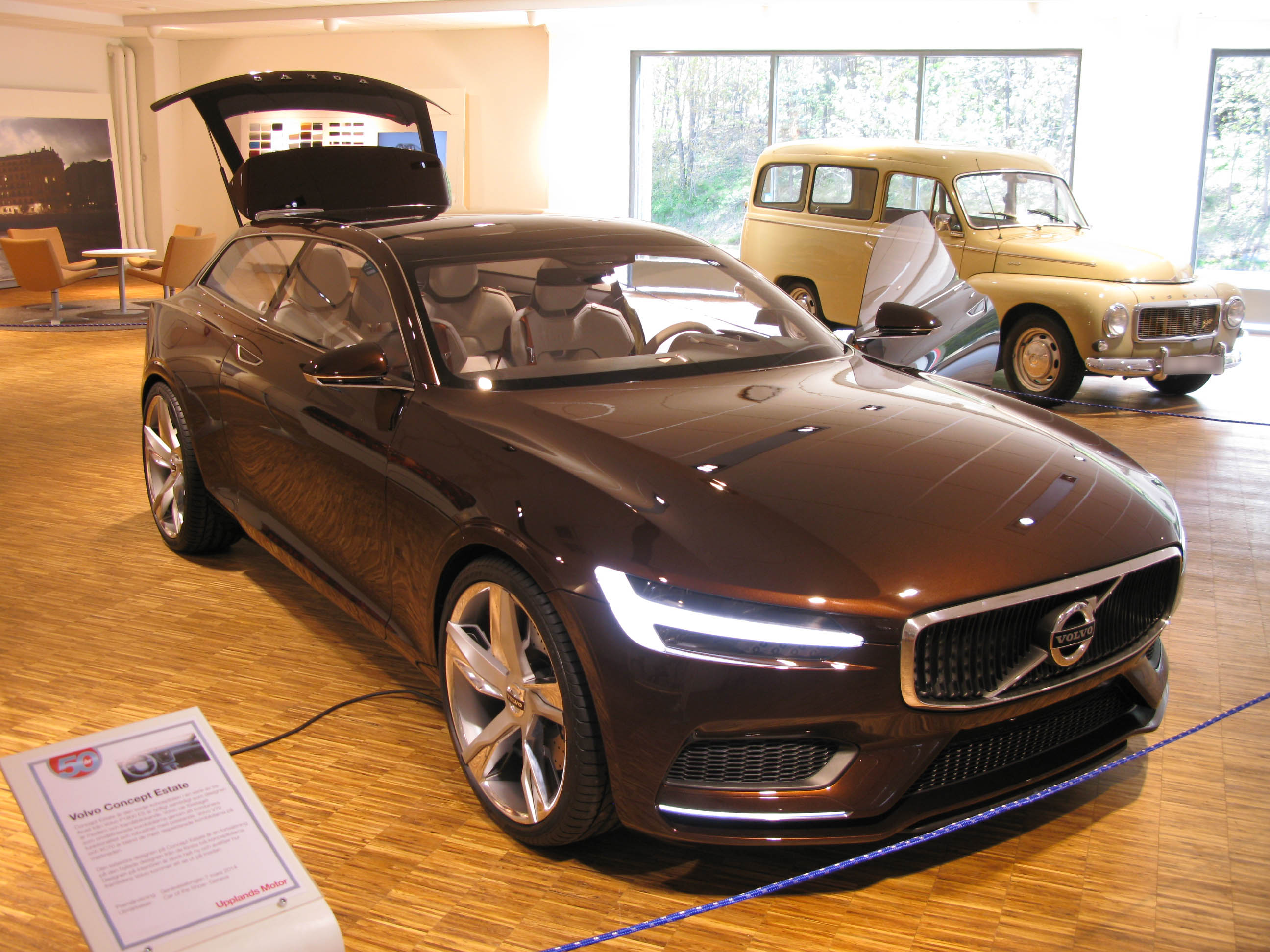
Volvo Concept Estate

Volvo Concept Estate är en konceptbil som Volvo Personvagnar presenterade på Genèvesalongen i mars 2014.
Concept Estate är en av tre konceptbilar ritade av Volvos designchef Thomas Ingenlath som ska peka ut vägen för Volvos kommande designspråk. Den grundläggande designen är gemensam med de tidigare koncepten Concept Coupé och Concept XC Coupé. Volvo Concept Estate är en kombivariant liknande 1800 ES. Bilen bygger på Volvos nya bottenplatta Scalable Product Architecture (SPA) som kommer att utgöra den tekniska grunden för kommande Volvomodeller med början med den andra generationen XC90.